# Desperado (film 1954)
Desperado (The Desperado) è un film del 1954 diretto da Thomas Carr.